# 2023年世界水泳選手権バヌアツ選手団
2023年世界水泳選手権バヌアツ選手団は、2023年7月14日から7月30日まで日本の福岡で開催された第20回世界水泳選手権のバヌアツ選手団、およびその競技結果。

## 選手団
- 人員: 選手 2人

## 選手名簿・結果
| 選手                 | 種目           | 予選      | 予選  | 準決勝   | 準決勝   | 決勝     | 決勝     |
| 選手                 | 種目           | 結果      | 順位  | 結果     | 順位     | 結果     | 順位     |
| -------------------- | -------------- | --------- | ----- | -------- | -------- | -------- | -------- |
| ジョナサン・サイラス | 男子50m自由形  | 27秒78    | 105位 | 予選敗退 | 予選敗退 | 予選敗退 | 予選敗退 |
| ジョナサン・サイラス | 男子100m自由形 | 1分02秒02 | 110位 | 予選敗退 | 予選敗退 | 予選敗退 | 予選敗退 |
| ロアン・ラセット     | 女子50m自由形  | 30秒47    | 81位  | 予選敗退 | 予選敗退 | 予選敗退 | 予選敗退 |
| ロアン・ラセット     | 女子100m自由形 | 1分10秒17 | 73位  | 予選敗退 | 予選敗退 | 予選敗退 | 予選敗退 |